# Route 304 (Nouvelle-Écosse)
Pour les articles homonymes, voir Route 304.
La route 304 est une route secondaire de la Nouvelle-Écosse d'orientation nord-sud située dans l'extrême sud-ouest de la province, à l'ouest de Yarmouth. Elle est une route faiblement fréquentée. De plus, elle mesure 11 kilomètres, et est une route asphaltée sur l'entièreté de son tracé.

## Tracé
La 304 débute sur la route 1, à Milton, au nord de Yarmouth. Elle se dirige vers l'ouest pendant une courte distance, puis elle bifurque vers le sud pour rejoindre Overton. Elle se termine au bout du cap Forchu, au phare, sur un cul-de-sac.

## Communautés traversées
1. Milton
2. Milton Highlands
3. Overton
4. Yarmouth Bar
5. Cape Forchu